# Draba obovata
Draba obovata é uma espécie de planta da família Brassicaceae.
É endémica do Equador.
Os seus habitats naturais são: campos rupestres subtropicais ou tropicais e áreas rochosas.
Está ameaçada por perda de habitat.